# Østerild Klitplantage
Østerild Klitplantage er en plantage i Thy, anlagt i årene 1889-1940, primært for at bremse sandflugten. Jordbunden i vestenden af plantagen er meget sandet, mens der i øst kun er et tyndt sandlag. Mod øst grænser plantagen op til Tømmerby Fjord, der er en del af naturreservatet Vejlerne. I plantagen findes store forekomster af orkideen Plettet Gøgeurt, som blomstrer juni-juli. Der er desuden en ganske stor bestand af natravn i Østerild Klitplantage.
Jernbanen Thisted-Fjerritslev gik i sydkanten af plantagen. På dens tracé er anlagt cykelsti fra Østerild til Vesløs.
Et indhegnet område på 27 hektar er hundeskov.
Folketinget har besluttet, at Danmark skal have et nationalt testcenter for vindmøller, og har foreslået at dette center skal ligge i Østerild Klitplantage. Anlæggelsen af centeret vil medføre rydning af op mod 1200 hektar fredskov. Dansk Ornitologisk Forening og Danmarks Naturfredningsforening har kritiseret planen og DN har påpeget en række andre steder, hvor testcentret kunne placeres.
I oktober 2012 blev Det Nationale Testcenter For Vindmøller i Østerild indviet. Det er Danmarks Tekniske Universitet (DTU), der står for anlæggelse og driften af testcentret. I en rapport fra begyndelsen af 2015 viste, at hverken fugle eller flagermus havde taget skade af opsætningen af de store møller. Møllerne er desuden blevet en turistattraktion med 43.000 besøgende om året, hvor flere busser har kørt til området for at besigtige møllerne. Stedet har også et besøgscenter på 300 m2.
I 2016 blev det offentliggjort, at det var planer om at udvide området, så man kan teste vindmøller helt op til 300 m.